# Afeganistanismo
Afeganistanismo ou Afeganismo é um termo, registrado pela primeira vez nos Estados Unidos,  para a prática de se concentrar em problemas em partes distantes do mundo, ignorando questões locais controversas.  Em outros contextos, o termo tem se referido a "estudo irremediavelmente arcano e irrelevante",  "fascínio por terras exóticas e distantes",  ou "Railing and shake your punho in a inimigo invisível que é completamente inconsciente de sua existência, muito menos de sua fúria".    

## Origem
O Oxford English Dictionary lista o afeganismo como um coloquialismo americano; a primeira citação escrita que fornece é de 1948: J. Lloyd Jones em Problemas do Jornalismo (Convenção da Sociedade Americana de Editores de Jornais ) 73, "Não quero insistir nesse assunto do afeganismo, esse negócio de tomar posições diretas nas eleições na Costa Rica, enquanto o lixo local não coletado fede sob a janela do editor." 

Robert H. Stopher e James S. Jackson, escrevendo em sua coluna de abril de 1948 "Behind the Front Page", disseram que o "novo termo" foi cunhado por Jenkin Lloyd Jones do Tulsa Tribune de Oklahoma na mesma convenção, em Washington, DC . Eles citaram Jones como dizendo:
O fato trágico é que muitos editores não conseguem atingir um alvo de curto prazo. Ele é um inferno à distância. Ele pode pontificar sobre a situação no Afeganistão com perfeita segurança. É preciso mais coragem para desenterrar a sujeira do xerife. 
Mas o colunista Joe Klein escreveu na revista Time em 2010 que o termo se originou no século 19, quando "a imprensa britânica definiu o afeganismo como a obsessão por obscuras guerras estrangeiras em detrimento das prioridades domésticas", acrescentando que "o afeganismo parece provável que se torne um debate [nos Estados Unidos] em breve: "A construção de estradas e delegacias de polícia no Afeganistão é mais importante do que fazê-lo em casa?" 

## Aplicação
O conceito anteriormente passou a ter várias aplicações.  Por um lado, foi aplicado no jornalismo norte-americano a artigos de jornais sobre lugares distantes que eram irrelevantes para os leitores locais. Outros escritores disseram, porém, que o afeganismo era a tendência de alguns editores de evitar notícias locais difíceis escrevendo artigos de opinião sobre eventos que aconteciam em terras distantes.  Como o escritor do New York Times James Reston disse sobre os jornalistas: "Como as autoridades em Washington, sofremos de afeganismo. Se estiver longe, é notícia, mas se estiver perto de casa, é sociologia".  

Anteriormente, o educador Robert M. Hutchins usou a expressão em um discurso no Instituto de Tecnologia da Califórnia em 1955:
O afeganismo, como você sabe, é a prática de se referir sempre a algum país, lugar, pessoa ou problema remoto quando há algo que deve ser cuidado perto de casa que é muito grave. Então você diz a um professor da Caltech : "E a poluição atmosférica?" e ele diz: "Você já ouviu falar sobre a crise no Afeganistão?" 
Em 1973, o conceito foi adaptado para reportar sobre ambientalismo , que foi dito pelos pesquisadores de jornalismo Steven E. Hungerford e James B. Lemert para lidar com problemas ambientais de comunidades distantes ao invés de locais.  Esta observação foi repetida em 2004 por BA Taleb, que a chamou de "deslocar os problemas e questões [ambientais] para outros lugares e ignorar sua existência na própria comunidade ou país". 

## Novas percepções do termo
Após os ataques ao World Trade Center em Nova York em 11 de setembro de 2001, o conceito ressurgiu, com alguns escritores afirmando que não era mais aplicável a eventos contemporâneos.  Por exemplo, Stuart H. Loory , catedrático em Estudos de Imprensa Livre na Escola de Jornalismo da Universidade de Missouri, escreveu em 1º de dezembro de 2001:  
A principal missão do negócio de notícias é funcionar como um sinal de alerta antecipado distante de problemas iminentes para o público e aqueles que podem lidar com esses problemas. Deve funcionar de maneira convincente, e isso significa que as organizações de notícias devem treinar e educar os jornalistas para trabalhar em várias partes do mundo com conhecimento. Eles não podem se encaixar na imagem agora em voga – a de pára-quedistas pulando em uma área para cobrir desastres em curto prazo. Isso perpetua o "afeganistismo", um conceito que há muito perdeu sua utilidade, se é que alguma vez teve alguma. 

## Referência
1. ↑  Oxford English Dictionary, Third Edition, Afghanistanism, n. 'colloq. (orig. U.S.)'
2. ↑  grantbarrett (8 de dezembro de 2006). «Afghanistanism». A Way with Words, a fun radio show and podcast about language (em inglês). Consultado em 27 de abril de 2022
3. ↑  Estate of Rhea Talley Stewart, Fire in Afghanistan 1914–1929: The First Opening to the West Undone by Tribal Ferocity Years Before the Taliban iUniverse, 2000 page viii ISBN 978-0-595-09319-9
4. ↑  John Livingston, The John A. Livingston Reader: The Fallacy of Wildlife Conservation and One Cosmic Instant: A Natural History of Human Arrogance, page 3. McClelland & Stewart, 2007 ISBN 978-0-7710-5326-9
5. ↑  OED, 3rd Ed., Afghanistanism, n.
6. 1 2  «18 Apr 1948, Page 22 - The Akron Beacon Journal at Newspapers.com». Newspapers.com (em inglês). Consultado em 27 de abril de 2022
7. 1 2  «Runner-Up: Hamid Karzai - Person of the Year 2010 - TIME». web.archive.org. 19 de dezembro de 2010. Consultado em 27 de abril de 2022
8. ↑  «Bob Greene, "A few words about a word now useless", Jewish World Review, December 6, 2001»
9. ↑  James Reston, quoted in And I Quote (Revised Edition): The Definitive Collection of Quotes, Sayings, and Jokes for the Contemporary Speechmaker, Thomas Dunne Books ISBN 978-0-312-30744-8
10. ↑  «18 Apr 1948, Page 22 - The Akron Beacon Journal at Newspapers.com». Newspapers.com (em inglês). Consultado em 27 de abril de 2022
11. ↑  «Michael Kinsley, Please Don't Remain Calm:Provocations and Commentaries, W.W. Norton, 2008, page 119». www.bookreporter.com. Consultado em 27 de abril de 2022
12. ↑  «Robert Finn, "Ghost Wars", bookreporter.com, undated. A review of the book of that name by Steve Coll». www.bookreporter.com. Consultado em 27 de abril de 2022
13. ↑  «Columns - Global Journalist». web.archive.org. 24 de novembro de 2010. Consultado em 27 de abril de 2022